# Loreto (Peru)
Loreto é uma cidade do Peru localizada no departamento de mesmo nome.